# 滨海克里耶勒
滨海克里耶勒（法語：Criel-sur-Mer，法語發音：[kʁijɛl syʁ mɛʁ]）是法国滨海塞纳省的一个市镇，属于迪耶普区。

## 地理
滨海克里耶勒（50°0'58"N, 1°19'3"E）面积21.12 平方千米，位于法国诺曼底大区滨海塞纳省，该省份为法国北部沿海省份，其西部及北部濒大西洋英吉利海峡，东起顺时针与索姆省、瓦兹省、厄尔省和卡爾瓦多斯省接壤。
与滨海克里耶勒接壤的市镇（或旧市镇、城区）包括：弗洛克、圣马丹勒加亚尔、珀蒂科。

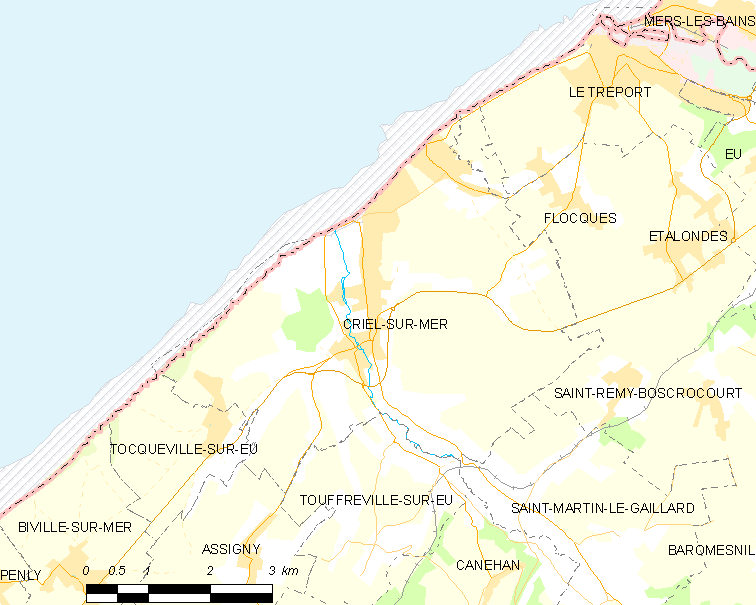
滨海克里耶勒的OSM定位图

滨海克里耶勒的时区为UTC+01:00、UTC+02:00（夏令时）。

## 行政
滨海克里耶勒的邮政编码为76910，INSEE市镇编码为76192。

## 政治
滨海克里耶勒所属的省级选区为厄镇县。

## 人口

1962-2008年间滨海克里耶勒人口变化图示

滨海克里耶勒于2022年1月1日时的人口数量为2592人。